# Mari Pau Domínguez
Mari Pau Domínguez (Sabadell, Vallès Occidental, 1963) és una periodista i escriptora catalana.

## Trajectòria
Després de finalitzar els seus estudis, va començar a treballar en els mitjans escrits i va col·laborar amb El Periódico de Catalunya i Diario 16. En televisió va debutar en els serveis informatius del Centre Territorial de Catalunya de TVE, a Sant Cugat. El 1989 va ser fitxada per Jesús Hermida per incorporar-se a la plantilla del seu magazín Por la mañana. L'abril de 1990 va ser designada per presentar l'edició de cap de setmana del Telediario amb Francine Gálvez. No obstant això, tan sols tres mesos després va abandonar l'informatiu per incorporar-se a Catalunya Ràdio.
El 1991 va tornar a Madrid i es va fer càrrec de Telenoticias, l'informatiu de mitjanit de Telemadrid, on va romandre fins a 1993. El 1994 va tornar a TVE amb el programa d'entrevistes ¿Y quién es él?, que li va permetre apropar-se a personatges com a Antonio Gala. Dos anys després es va fer càrrec del magazín radiofònic A vivir que son dos días, de la Cadena SER durant els mesos d'estiu. El setembre de 1997 va tornar a Telemadrid amb un programa de testimoni, titulat La hora de Mari Pau, que es va mantenir en antena fins al març de 1999.
El seu següent projecte va ser en la recentment creada Castilla-La Mancha TV, on es va fer càrrec de l'informatiu des de 2001. El setembre de 2008 va començar la seva participació en el programa Queremos hablar, de Punto Radio, presentat per Ana García Lozano. Va col·laborar, a la vegada, en diverses publicacions, destacant la revista setmanal YO DONA, del diari El Mundo, on participa amb freqüència.
El setembre de 2011 va tornar a televisió com a col·laboradora al programa Te damos la tarde que presenta Nieves Herrero a 13 TV. Les seves col·laboracions s'han estès a altres programes de debat polític com El cascabel, Más claro agua (2013-actualitat) o La marimorena (2013-actualitat) a 13 TV, Más vale tarde (2013-actualitat) a La Sexta, Más Madrid (2014-2015) a Telemadrid, Las Claves del Día (2015-2016) a Telemadrid, Amigas y conocidas  (2014-2016) a La 1 i Hoy es noticia (2016-actualitat) a 13 TV.

## Literatura
Ha fet també incursions al món de la literatura, publicant des d'assajos fins a llibres d'humor i la novel·la La tumba del irlandés.

### Llibres publicats
- Aprendices de divos (1994).
- La ex siempre llama dos veces (1993), amb Beatriz Pérez-Aranda.
- La tumba del irlandés (2000).
- Ahora o nunca : cuando se pone en marcha el reloj biológico (2001).
- Dime que no eres tú (2006).
- El Diamante de la reina (2008)
- La casa de los siete pecados (2009), premiat amb el I Premio CajaGranada de novel·la històrica.
- Una diosa para el rey (2011), novel·la històrica
- Las dos vidas del capitán (2014), novel·la històrica sobre la vida de Diego de Alvear y Ponce de León
- La corona maldita (2016), novel·la històrica sobre Felip V d'Espanya.